# Maxmilián Politzer
Maxmilián Politzer (22. srpna 1919 Koryčany – 10. března 1942 Stradishall) byl český pilot 311. československé bombardovací perutě.

## Život

### Před druhou světovou válkou
Maxmilián Politzer se narodil 22. srpna 1919 v Koryčanech na Kroměřížsku. Jeho rodina se často stěhovala. Vystudoval obchodní školu v Užhorodu a ještě v době studií v roce 1937 dokončil pilotní výcvik v aeroklubu a získal oprávnění pilotovat turistická letadla. Po nástupu do armády v pilotním výcviku pokračoval jako příslušník Leteckého pluku 2, posléze Leteckého pluku 4.

### Druhá světová válka
Po německé okupaci a rozpuštění armády opustil Maxmilián Politzer v prosinci 1939 Protektorát Čechy a Morava. První pokus se mu nezdařil, při druhém byl zadržen v Maďarsku a půl roku vězněn. Poté byl vrácen zpět na slovenské hranice, odkud to zkusil potřetí a přes Jugoslávii a Libanon se dostal do Francie. Zde byl 13. května 1940 v Marseille prezentován u vznikající Československé armády v zahraničí. Po pádu Francie v červnu 1940 se evakuoval do Spojeného království, kde byl přijat do Royal Air Force a po výcviku zařazen k 311. československé bombardovací peruti. U 311. perutě působil na pozici druhého pilota do 23. ledna 1942, kdy byl přeložen k 138. peruti sloužící pro přepravu lidí a materiálu pro potřeby protinacistického odboje v okupované Evropě. Zde opět sloužil na pozici druhého pilota. Dne 10. března 1942 byl členem posádky stroje Armstrong Whitworth Whitley Mk.V Z9125 NF-A pod velením ruského emigranta Borise Romanova, který se během startu k operačnímu letu nad Francii zřítil u obce Stradishall. Jeho tělo byl zpopelněno v krematoriu v Cambridge a urna uložena v kostele ve Stratfordu nad Avonou, bydlišti jeho švagrové.

## Rodina
Bratr Maxmiliána Politzera František Politzer rovněž po německé okupaci uprchl do zahraničí. Jako voják Československé armády v zahraničí se zúčastnil ústupových bojů ve Francii, po smrti bratra se rozhodl rovněž vstoupit do Royal Air Force a stal se navigátorem 311. československé bombardovací perutě. Zahynul během havárie 29. října 1944.

## Posmrtná ocenění
- V roce 1946 byl Maxmiliánu Politzerovi in memoriam udělen Československý válečný kříž 1939 a v roce 1947 Československá medaile Za chrabrost před nepřítelem
- Maxmilián Politzer byl v roce 1991 in memoriam povýšen do hodnosti plukovníka